# 韋拉克魯斯 (密蘇里州)
韋拉克魯斯（英語：Vera Cruz）是位於美國密蘇里州道格拉斯縣的非建制地區。

## 歷史
韋拉克魯斯的郵局於1936年停運。

## 地理
韋拉克魯斯所處的海拔為高於海平面260米（即853英呎），而該地所採用的時區為UTC-6，即北美中部時區（CST）。同時該地設有夏令時間，為UTC-6調快一小時，即UTC-5（CDT）。